# Cecilia McDowall
Cecilia McDowall (Londen 1951) is een Brits componiste.
Ze volgde haar muzikale opleiding aan de Universiteiten van Edinburgh en Londen. Daarna studeerde ze nog aan het Trinity College of Music ook in Londen. Ze heeft les gekregen van onder meer Joseph Horovitz, Robert Saxton en Adam Corb. Al tijdens haar verblijf aan het Trinity kreeg ze prijzen voor haar muziek. Ze heeft in alle genres van de klassieke muziek gecomponeerd, maar is vooral bekend om haar muziek voor koor al dan niet met begeleiding.
Inmiddels geeft ze zelf les aan het Trinity College en aan de Yehudi Menuhin School. Tot voor kort waren er geen muziekalbums verkrijgbaar, die geheel gewijd waren aan haar muziek; onlangs verschenen echter drie CD’s op het Dutton Epoch-label, dat gespecialiseerd is in minder bekende of vergeten klassieke muziek uit het Verenigd Koninkrijk.